# تواریخ (تاسیتوس)

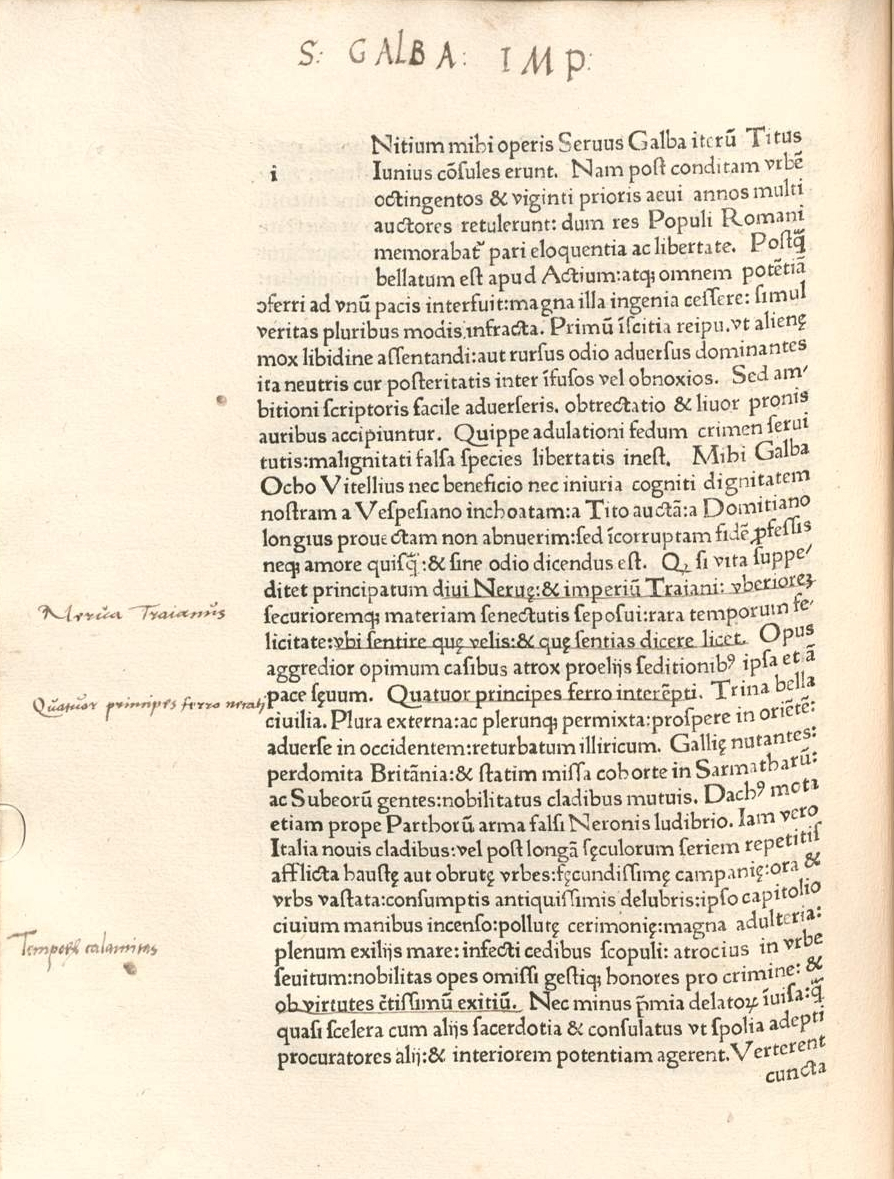
صفحه اول تواریخ در اولین نسخه چاپی آن در سال ۱۴۷۲

تواریخ (لاتین: Historiae) وقایع‌نگاری تاریخی رومی نوشته تاسیتوس (تاریخ‌نگار) است. این اثر که تنها پنج کتاب اول آن باقی مانده‌است، در سال ۱۱۰ پس از میلاد نوشتن آن پایان یافت. این تواریخ شامل سال چهار امپراتور پس از سقوط نرون، و همچنین دوره بین ظهور دودمان فلاویان تحت رهبری وسپاسیان و مرگ دومیتیان از سال ۶۹ تا ۹۶ میلادی می‌شود. این اثر همچنین به عملیات نظامی برای سرکوب قیام یهودیان با تصرف و ویرانی اورشلیم در سال ۷۰ پس از میلاد در زمان تیتوس می‌پردازد. تاریخ و سالنامه (تاسیتوس) با هم به ۳۰ کتاب رسید. سنت جروم به صراحت به این کتاب‌ها اشاره می‌کند و حدود نیمی از آن‌ها باقی مانده‌است. اگرچه محققان در مورد نحوه اختصاص کتاب به هر اثر اختلاف نظر دارند، اما به‌طور سنتی، چهارده کتاب به تاریخ و شانزده کتاب به سالنامه اختصاص داده می‌شود.

## عنوان و ساختار
تاسیتوس کتاب‌ها را به‌طور رسمی با توزیع نسبتاً یکنواخت حجم متن طراحی کرد.
- کتاب ۱، ۹۰ فصل
- کتاب ۲، ۱۰۱ فصل
- کتاب ۳، ۸۴ فصل
- کتاب ۴، ۸۶ فصل
- کتاب ۵، ۲۶ فصل

کتاب‌های ۱–۳ را می‌توان به‌عنوان یک واحد معنا در نظر گرفت، با ناآرامی‌های پس از مرگ نرون و پایان دراماتیک کتاب ۳ در پایان سال چهار امپراتور و شرح نهایی کاپیتول در حال سوختن. کتاب ۴ و ۵ را می‌توان به عنوان واحد معنای احیای نظم دولتی با توصیف متناوب عملیات نظامی و قیام‌ها در نظر گرفت. تاسیتوس از آزادی سبک زیادی در طراحی منظره با تأکید بر ارائه محتوا استفاده می‌کند.

## نسبت دادن انجام معجزه به وسپاسیان
در متن کتاب چهارم بند ۸۱ تواریخ آمده است: 
در ماه‌هایی که وسپاسیان در اسکندریه منتظر بازگشت دوره‌ای طوفان‌های تابستانی بود و آب و هوا در دریا مستقر شد، شگفتی‌های بسیاری رخ داد که به نظر می‌رسید او را مورد لطف بهشت و جانبداری خدایان قرار می‌داد. یکی از مردم عادی اسکندریه که به نابینایی معروف بود در مقابل او زانو زد و با ناله از او درخواست کرد که بیماری او را شفا دهد و این کار را به توصیه خدای سراپیس که این قوم به او فدا کرده بود انجام داده‌است. او از وسپاسیان التماس می‌کرد که سزاوار است گونه‌ها و کره چشم‌هایش را با آب دهانش مرطوب کند. دیگری با دستی بیمار به توصیه همان خدا دعا کرد. در ابتدا وسپاسیان آنها را به تمسخر گرفت و از خود راند. آنها اصرار کردند؛ و او، اگرچه از یک سو از رسوایی یک تلاش بی ثمر می‌ترسید، اما از سوی دیگر، با التماس مردان و زبان چاپلوسانش به امید موفقیت وادار شد. سرانجام دستور داد که نظر پزشکان را بپذیرند که آیا چنین نابینایی و ناتوانی در دسترس انسان است یا خیر. آنها این موضوع را از دیدگاه‌های مختلف مورد بحث قرار دادند. آنها گفتند: «در مورد مرد نابینا، قوه بینایی به‌طور کامل از بین نرفته‌است و اگر موانع برداشته شوند، ممکن است بازگردد. در مورد مردی که دستش فلج است، اندامی که در شرایط بیماری افتاده بود، ممکن است ترمیم شود، اگر تأثیر شفابخش اعمال شود. ممکن است چنین باشد، شاید رضایت خدایان باشد، و امپراتور ممکن است به عنوان وزیر اراده الهی انتخاب شود. به هر حال، تمام شکوه و جلال یک درمان موفق از آن سزار خواهد بود و به این ترتیب وسپاسیان، با تصور اینکه همه چیز برای خوشبختی او ممکن است، و دیگر هیچ چیز در گذشته باور نداشت، با چهره ای شاد، در میان انتظار شدید انبوه تماشاگران، آنچه را که لازم بود انجام داد. دست فوراً به کار خود بازگردانده شد و نور روز دوباره بر نابینا تابید. افراد حاضر در واقع هر دو واقعیت را تأیید می‌کنند، حتی اکنون که با دروغ چیزی به دست نمی‌آید.» تواریخ ۴:۸۱